# Miriamrothschildia gardineri
Miriamrothschildia gardineri är en kackerlacksart som först beskrevs av Bolivar 1924.  Miriamrothschildia gardineri ingår i släktet Miriamrothschildia och familjen småkackerlackor. IUCN kategoriserar arten globalt som livskraftig. Inga underarter finns listade i Catalogue of Life.